# Operazione Nemesis
L'Operazione Nemesis (in armeno «Նեմեսիս» գործողություն?, Nemesis gortsoghut'iun) è stata un'operazione segreta e una campagna di omicidi della Federazione Rivoluzionaria Armena (Dashnaktsutyun) condotta tra il 1920 e il 1922, durante la quale un certo numero di ex personalità politiche e militari ottomane furono assassinate per il loro ruolo nel genocidio armeno, così come varie figure azere responsabili del massacro degli armeni del 1918 a Baku.
Shahan Natalie e Armen Garo sono considerati le menti dell'operazione. Prende il nome dalla dea greca della punizione divina, Nemesis.
L'omicidio più noto fu l'assassinio di Talat Pasha, ritenuto il principale responsabile del genocidio armeno, nel marzo 1921 a Berlino.

## Sfondo
La Federazione Rivoluzionaria Armena (ARF) era attiva all'interno dell'Impero ottomano all'inizio degli anni 1890, con l'obiettivo di unificare i vari piccoli gruppi che sostenevano le riforme e un certo grado di autonomia all'interno dell'impero. I membri dell'ARF formarono gruppi di guerriglia fedayi che contribuirono a organizzare l'autodifesa dei civili armeni. Nel luglio-agosto 1914 l'8º Congresso dell'ARF fu un evento spartiacque. I membri del Comitato Unione e Progresso chiesero al partito armeno assistenza per la conquista della Transcaucasia, incitando a una ribellione degli armeni russi contro l'esercito russo in caso di apertura di una campagna militare nel fronte del Caucaso. Gli armeni accettarono di rimanere fedeli al loro governo, ma dichiararono la loro incapacità di accettare la proposta.
Gli intellettuali armeni che erano membri di spicco dell'ARF furono presi di mira il 24 aprile 1915 a Costantinopoli. Le persone arrestate, trasferite in due centri di detenzione vicino ad Ankara su ordine del ministro dell'Interno Mehmed Talat il 24 aprile 1915, furono per lo più deportate e uccise.
Nel 1919, dopo l'armistizio di Mudros, furono convocate a Costantinopoli le corti marziali turche, nelle quali furono condannati a morte alcuni tra i principali autori del genocidio armeno. Il Regno Unito catturò, in diverse prigioni di Istanbul, alcuni degli imputati dalle autorità ottomane in ragione del loro disinteresse a tenere processi equi, deportandoli nella colonia britannica di Malta. Lì, gli "esuli di Malta" (chiamati così dalle fonti turche), dopo l'incarcerazione di un parente del politico britannico Lord Curzon da parte di Mustafa Kemal Atatürk, furono scambiati con sudditi britannici detenuti dal governo turco di Atatürk. Poiché non esistevano leggi internazionali in base alle quali poterli processare, gli uomini che avevano orchestrato il genocidio viaggiarono relativamente liberi in Germania, Italia e Asia centrale.

## Congresso di Yerevan
Il 28 maggio 1918, il Consiglio nazionale armeno, un gruppo di professionisti con sede a Tbilisi, dichiarò l'indipendenza della Prima Repubblica di Armenia. Hovhannes Kachaznuni e Alexander Khatisyan, entrambi membri dell'ARF, si trasferirono a Yerevan, in Armenia, per prendere il potere e pubblicarono la proclamazione ufficiale dell'indipendenza dell'Armenia il 30 maggio 1918. Yerevan divenne la capitale dell'Armenia. In questa città, dal 27 settembre alla fine di ottobre 1919, si riunì il 9º Congresso Generale dell'ARF.
La questione della punizione dei responsabili del genocidio armeno fu all'ordine del giorno del congresso. Nonostante molte delle clamorose obiezioni dei delegati armeni russi, si decise di rendere giustizia attraverso l'azione armata. I membri dell'ARF Bureau, in particolare Simon Vratsyan, Ruben Ter Minasian e Ruben Darbinian, si opposero all'operazione di Shahan Natalie. Fu tuttavia creata una "lista nera", contenente i nomi di 200 persone ritenute i maggiori responsabili dell'organizzazione del genocidio contro il popolo armeno.

### Operazione

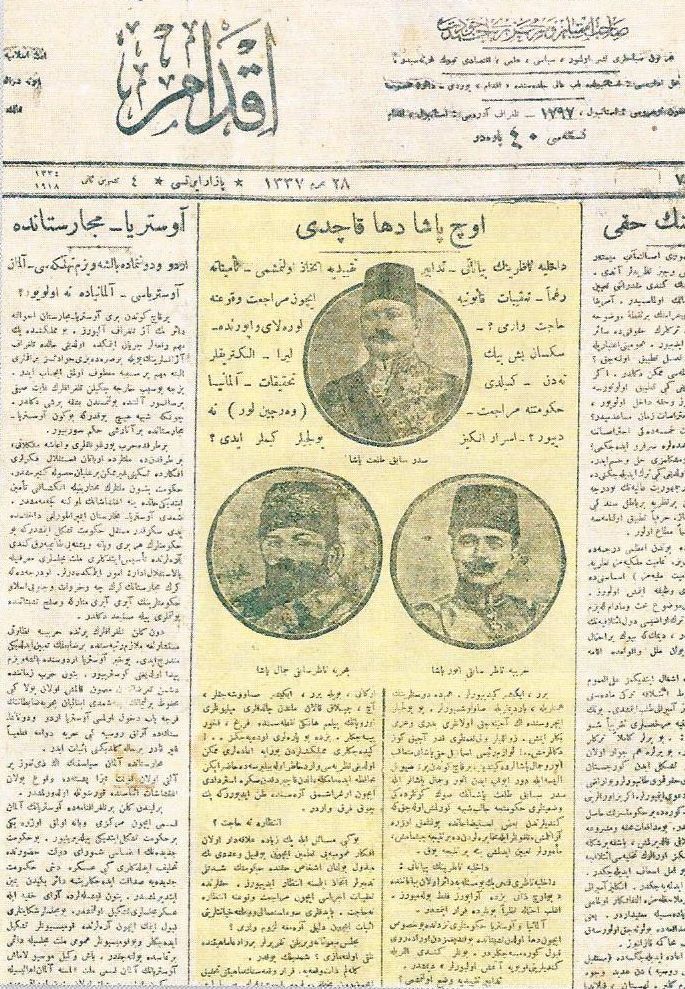
La prima pagina del quotidiano ottomano İkdam del 4 novembre 1918 dopo la fuga dal paese dei Tre pascià che fuggirono dal paese dopo la prima guerra mondiale. Sono mostrati, da sinistra a destra, Djemal Pasha, Talaat Pasha e Enver Pasha.

Il leader del gruppo responsabile del compito era Shahan Natalie, che lavorava con Grigor Merjanov. Per Natalie, l'obiettivo principale era Talaat Pasha, che Shahan chiamava il "Numero uno". La missione di uccidere Talaat fu affidata a Soghomon Tehlirian. L'obiettivo di Natalie era trasformare il processo di Tehlirian in un processo politico dei responsabili del genocidio armeno. Nelle sue memorie, Natalie ha rivelato i suoi ordini a Tehlirian: "Fai saltare in aria il cranio dell'assassino numero uno della nazione e non tentare di fuggire. Stai lì, il tuo piede sul cadavere e ti arrendi alla polizia, che verrà ad ammanettarti."

## Conseguenze
Dopo la sovietizzazione dell'Armenia, molti degli attivisti rivoluzionari espatriati della Prima Repubblica di Armenia non esitarono a collaborare con gli attivisti azeri e turchi armenofobi per riprendere il controllo del governo. Questa politica era contraria alla convinzione di Shahan Natalie che "oltre al turco, l'armeno non ha nemici e la vendetta armena è giusta e divina". C'era un profondo dissenso da entrambe le parti, ma non ancora fino al punto di rottura. Per prevenire la probabile vittoria di questi "combattenti per la libertà" all'imminente 11º Congresso Generale dell'ARF (dal 27 marzo al 2 maggio 1929), alla vigilia dell'incontro l'Ufficio iniziò una "campagna di pulizia". Il primo ad essere "rimosso" dal partito fu il membro del Bureau Shahan Natalie. Seguì la rimozione di altre figure eminenti e, in segno di protesta contro questa "pulizia" da parte dell'Ufficio, si dimisero anche alcuni membri del Comitato Centrale francese dell'ARF.
Il 31 maggio 1926, il governo turco approvò la legge numero 882, che assegnava le proprietà ai parenti dei leader ottomani assassinati per il loro ruolo nel genocidio armeno. Questa legge riguardava le famiglie di importanti membri del CUP, come Talaat Pasha, Ahmet Cemal Pasha, Sait Halim Pasha e Behaeddin Shakir, tra gli altri. La legge stabiliva che sarebbero stati assegnati i beni appartenenti agli "armeni fuggitivi". Il deputato Recep Zühtü Soyak, fedele seguace e segretario privato di Atatürk, disse che questa nuova legge era un forte "messaggio di avvertimento per gli assassini: potresti giustiziare un turco attraverso un assassinio! Ma cresceremo la sua prole con i tuoi soldi in modo che domani ti caverà un occhio e ti spezzerà la testa."

## Elenco degli omicidi
Gli assassinii compiuti durante l'Operazione Nemesis includono: 
| Data e luogo                                                           | Bersaglio                                                         | Assassino (i)                         |
| ---------------------------------------------------------------------- | ----------------------------------------------------------------- | ------------------------------------- |
| 19 giugno 1920 Tbilisi, Georgia                                        | Fatali Khan Khoyski Primo ministro dell'Azerbaigian               | Aram Yerganian Misak Kirakosyan       |
| 15 marzo 1921 Berlino, Germania                                        | Talaat Pasha Ministro dell'Interno e Gran Visir                   | Soghomon Tehlirian                    |
| 18 luglio 1921 Costantinopoli (Occupata dall'Intesa ), Impero ottomano | Behbud Khan Javanshir Ministro degli interni dell'Azerbaigian     | Misak Torlakian                       |
| 5 dicembre 1921 Roma, Italia                                           | Said Halim Pasha Gran Visir                                       | Arshavir Shirakian                    |
| 17 aprile 1922 Berlino, Germania                                       | Behaeddin Shakir Membro fondatore del Comitato Unione e Progresso | Aram Yerganian                        |
| 17 aprile 1922 Berlino, Germania                                       | Cemal Azmi Wali del Vilayet di Trebisonda                         | Arshavir Shirakian                    |
| 25 luglio 1922 Tbilisi, RSS Georgiana                                  | Djemal Pasha Governatore della Siria e Ministro della Marina      | Stepan Dzaghigian Bedros D. Boghosian |